# Ann Chowning
Martha Ann Chowning (18 de abril de 1929 em Little Rock, Arkansas; 25 de setembro de 2016 em Auckland) foi uma antropóloga, etnógrafa, arqueóloga e linguista conhecida por seu trabalho sobre os povos, línguas, culturas e histórias da Oceania.

## Biografia
Nascida e criada em Arkansas, Chowning estudou espanhol no Bryn Mawr College e antropologia no Barnard College, Columbia, antes de começar seu doutorado em antropologia na Universidade da Pensilvânia em 1952. Lá, foi ensinada por Ward Goodenough, que a envolveu em um projeto sobre o povo Lakalai de Papua-Nova Guiné. Após concluir seu doutorado em 1957, Chowning revisitou os Lakalai muitas vezes entre as décadas de 1960 e 1990, e realizou trabalho de campo comparativo sobre Molima, Sengseng, e Kove.
Chowning foi professora assistente de antropologia no Barnard College, Universidade de Columbia, de 1960 a 1965, e Pesquisadora Sênior em antropologia social na Universidade Nacional da Austrália de 1965 a 1970. Em 1970, foi nomeada Professora Associada de antropologia na Universidade de Papua-Nova Guiné, antes de se mudar para a Universidade Victoria de Wellington para assumir o cargo de Professora e Chefe do Departamento de Antropologia em 1977. Chowning se aposentou em 1995.

## Pesquisa
O trabalho de Chowning era interdisciplinar, ligando linguagem, etnografia e história. Ela fez contribuições substanciais para a linguística comparativa oceânica, e seu dicionário Lakalai-Inglês é talvez o maior dicionário de qualquer língua oceânica ocidental.

## Trabalhos selecionados
- Chowning, Ann, e Ward H. Goodenough. 1965. Lakalai political organization. Anthropological Forum: A Journal of Social Anthropology and Comparative Sociology 1 (3-4), 412-473
- Chowning, Ann. 1969. The Austronesian languages of New Britain. Papers in linguistics of Melanesia 2, 17–46.
- Chowning, Ann. 1973. An introduction to the peoples and cultures of Melanesia. Addison-Wesley. Segunda edição 1977, publicada pela Cummings.
- Chowning, Ann. 1979. Leadership in Melanesia. The Journal of Pacific History 14 (2), 66–84.
- Blust, Robert, David F. Aberle, N. J. Allen, R. H. Barnes, Ann Chowning, Otto Chr. Dahl, Jacques Faublée, James J. Fox, George W. Grace, Toichi Mabuchi, Kenneth Maddock, e Andrew Pawley. 1980. Early Austronesian Social Organization: The Evidence of Language. Current Anthropology 21 (2), 205–226.
- Chowning, Ann, e Ward H. Goodenough. 2016 [1954-]. A dictionary of the Lakalai (Nakanai) language of New Britain, Papua New Guinea. Asia-Pacific Linguistics Open Access.

## Prêmios e outras honrarias
Em 2005, Chowning foi homenageada com um Festschrift, A Polymath Anthropologist: Essays in Honour of Ann Chowning.
Chowning recebeu uma Membro Honorária da Associação dos Antropólogos Sociais da Aotearoa/Nova Zelândia (ASAA/NZ).
A iris 'Ann Chowning' é uma iris sem barba, descrita como tendo "flores vermelhas intensas e aveludadas com destaques amarelos profundos", criada pelo pai de Chowning, o advogado Frank Chowning, e presumivelmente nomeada em sua honra.